# Peder Nyman
Peder Nyman (1. juli 1940 i Stockholm – 3. maj 2001) var en dansk avistegner. Han blev særlig kendt for sine tegninger i karakteristisk stiliseret streg under signaturen "NYMAN" i avisen Politiken.
Peder Nyman var søn af den danske Pippi Langstrømpe-tegner Ingrid Vang Nyman og digteren Arne Nyman (sv).